# الطريق الملوكي

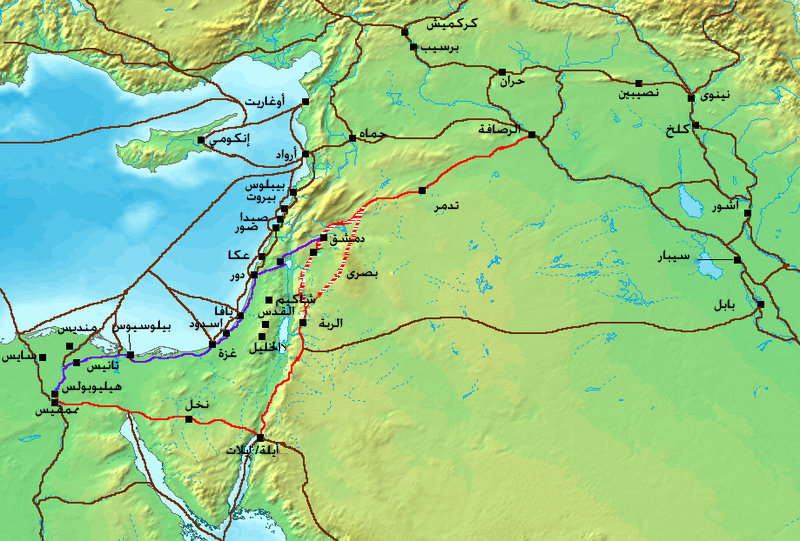
طريق البحر (بالأرجواني) والطريق الملوكي (بالأحمر) ضمن شبكة الطرق القديمة في بلاد الشام حوالي عام 1300 ق.م. أعاد الرومان إنشاء طريق الملوك تحت مُسمى «طريق تراجان».

الطريق الملوكي في الأردن.

الطريق الملوكي أو طريق الملك (باللاتينية: Via Regia) هو أحد أقدم وأهم الطرق التجارية في منطقة الشرق الأوسط. يبدأ من ضواحي القاهرة في مصر، ويمتد على طول شبه جزيرة سيناء حتى يصل العقبة، فيبدأ بالانعطاف باتجاه الشمال نحو عمّان في الأردن، إلى أن يصل دمشق ثم نهر الفرات في سوريا. لقد اعتمدت الكثير من الدول القديمة على هذا الطريق للتجارة، بما فيها إدوم، مؤاب، عمون، وكيانات سياسية آرامية مختلفة. حيث كان هذا الطريق يبدأ من أون (عين شمس) في مصر، ثم يتجه نحو الشرق إلى أن يصل كليسما (السويس)، وليمر بعدها بممر متلا في سيناء، إلى أن يصل إيلات وآيلة (العقبة). يبدأ الطريق من تلك النقطة بالانعطاف إلى الشمال ليمر خلال وادي عربة، البتراء، الشوبك، الكرك، مادبا، ربّة عمّون (عمّان)، جراسا (جرش) في الأردن. ثم يستمر باتجاه مدن بصرى، دمشق، وتدمر في سوريا، إلى أن يصل إلى الرصافة على نهر الفرات.
كانت السيطرة على هذا الطريق من أهم أسباب المعارك التي حدثت بين بني إسرائيل والممالك الواقعة شرق نهر الأردن. وقد ورد في الكتاب المقدس بعهده القديم عندما زحفت جيوش حلف مؤلف من أربعة من ملوك الشمال على طول هذا الطريق لمحاربة الملوك مدن بسهل الخمس بما في ذلك مدينتا سدوم وعمورة، وهو الطريق الذي تمنى موسى أن يسلكه مع قومه عبر أرض إدوم للحصول على أرض كنعان.
وقد استخدم العرب الأنباط هذا الطريق لتجارة البضائع الفاخرة كاللبان والبهارات مع جنوب شبه الجزيرة العربية. كما اُعيد إنشاء الطريق في أيام الرومان بعد احتلالهم للمنطقة، وتحديدا في فترة الإمبراطور تراجان. وقد اُطلق عليه اسم "Via Traiana Nova"، كما تم إكماله في فترة الإمبراطور هادريان. لقد تم استخدام الطريق فيما بعد من قبل الحجاج المسيحيين القادمين إلى فلسطين والأردن، لكونه يمر من عدة أماكن مسيحية مهمة، بما فيها جبل نيبو، والمغطس على نهر الأردن. ولقد استخدم المسلمون الطريق أيضا كطريق رئيسي للحج إلى مكة، إلى أن أنشأ العثمانيون طريقا جديدا، هو «طريق البنت» في القرن السادس عشر.